# MTV Video Music Award a legjobb klipbeli alakításért
Az MTV Video Music Award a legjobb klipbeli alakításért díjat először az első MTV Video Music Awards-on adták át. Utoljára 1987-ben került átadásra.
| Év   | Győztes                                            | További jelöltek                             |
| ---- | -------------------------------------------------- | -------------------------------------------- |
| 1984 | Michael Jackson — Thriller                         | - Van Halen — Jump                           |
| 1985 | Phillip Bailey és Phil Collins — Easy Lover        | - USA for Africa — We Are the World          |
| 1986 | David Bowie és Mick Jagger — Dancing in the Street | - Sting — If You Love Somebody Set Them Free |
| 1987 | Peter Gabriel — Sledgehammer                       | - U2 — With or Without You                   |